# دويليو بيريتا
دويليو بيريتا (بالإسبانية: Duilio Beretta) مواليد 25 فبراير 1992 في أريكيبا، بيرو، هو لاعب كرة مضرب بيروفي بدأ مسيرته كمحترف سنة 2008 يلعب باليد اليمنى. أعلى تصنيف له في الفردي كان المركز الـ 364 في سنة 2011. أعلى تصنيف له في الزوجي كان المركز الـ 206 في سنة 2013.

## روابط خارجية
- دويليو بيريتا على موقع رابطة محترفي التنس (الإنجليزية)
- دويليو بيريتا على موقع الاتحاد الدولي لكرة المضرب (الإنجليزية)
- دويليو بيريتا على موقع كأس ديفيز (الإنجليزية)
- دويليو بيريتا على موقع خلاصة التنس.كوم (الإنجليزية)
- دويليو بيريتا على موقع إي إس بي إن.كوم (الإنجليزية)
- دويليو بيريتا على موقع أوليمبيديا (الإنجليزية)